# (138016) Kerribeisser
(138016) Kerribeisser est un astéroïde de la ceinture principale.

## Description
(138016) Kerribeisser est un astéroïde de la ceinture principale. Il fut découvert le 6 février 2000 à Kitt Peak par Marc William Buie. Il présente une orbite caractérisée par un demi-grand axe de 2,42 UA, une excentricité de 0,21 et une inclinaison de 3,9° par rapport à l'écliptique.